# Jairampur
Jairampur là một thị trấn thống kê (census town) của quận Changlang thuộc bang Arunachal Pradesh, Ấn Độ.

## Nhân khẩu
Theo điều tra dân số năm 2001 của Ấn Độ, Jairampur có dân số 5918 người. Phái nam chiếm 57% tổng số dân và phái nữ chiếm 43%. Jairampur có tỷ lệ 71% biết đọc biết viết, cao hơn tỷ lệ trung bình toàn quốc là 59,5%: tỷ lệ cho phái nam là 77%, và tỷ lệ cho phái nữ là 64%. Tại Jairampur, 15% dân số nhỏ hơn 6 tuổi.